# Destro
Laird James McCullen Destro XXIV, generalmente conocido simplemente como Destro, es un personaje ficticio de la línea de juguetes, cómics y series de dibujos animados G.I. Joe: A Real American Hero. Es el líder de los Iron Grenadiers y fundador de Industrias M.A.R.S., un fabricante y proveedor de armas para Cobra. Destro es interpretado por Christopher Eccleston en la película de acción en vivo de 2009 G.I. Joe: The Rise of Cobra.

## Perfil
Nacido en Callander, Escocia, el nombre completo de Destro es James McCullen Destro XXIV, y es Laird del Castillo Destro en las Tierras Altas de Escocia. El clan Destro ha diseñado y vendido armas durante siglos, y Destro es el poder sin rostro detrás de su encarnación actual: M.A.R.S. (Military Armament Research Syndicate), un fabricante de armas de última generación y una de las corporaciones multinacionales más grandes del mundo. Como hombre de negocios, Destro es despiadado e inflexible y puede mantener apartamentos o edificios de oficinas en la mayoría de las principales ciudades del mundo. Su lujoso estilo de vida supera a la mayoría de los jeques petroleros o magnates navieros. Destro fue uno de los primeros inversores en Macao y tiene otras propiedades inmobiliarias especulativas potencialmente lucrativas en áreas en desarrollo del mundo. La guerra es su negocio y su pasión; Destro cree en el botín de guerra y la gran riqueza que M.A.R.S. proporciona. El contrata mercenarios para provocar conflictos en regiones peligrosas y luego proporciona armas de alta tecnología a cualquier bando que pueda pagar su precio. Continuando con una tradición iniciada por el primer Destro, incluso venderá a ambos bandos de la misma guerra.
Las características clave de Destro son su sentido del honor, un comportamiento tranquilo y amor por la segunda al mando de Cobra, la Baronesa. El lleva una máscara forjada en acero berilio, una tradición que se remonta a las Guerras de los Tres Reinos, cuando un antepasado suyo fue capturado por los hombres de Cromwell en el acto de vender armas a ambos bandos. Obligado a usar una máscara de acero por sus crímenes (ninguno de los bandos quería ejecutar al antepasado porque todavía querían las armas que vendió), el clan Destro la ha convertido desde entonces en un símbolo de orgullo, pasándola de padres a hijos durante más de 20 años en generaciones. También lleva en una cadena del cuello el escudo de su familia con un antiguo emblema escocés que simboliza el poder absoluto. Destro a veces entrará en batalla él mismo, ya sea como miembro del Comando Cobra, o contra ellos si es mejor para los negocios. El respeta al Equipo G.I. Joe por sus habilidades de combate, pero los detesta por desperdiciar sus habilidades para mantener la paz. Destro y el Comandante Cobra se desprecian, pero mantienen una alianza de conveniencia. Aunque dos veces táctico y tres veces soldado del Comandante Cobra, el sentido del honor de Destro lo perjudica frente a la crueldad del Comandante Cobra.

## Juguetes

### Una línea de juguetesA Real American Hero
Destro se lanzó por primera vez como figura de acción en 1983, como parte de la segunda serie de figuras de G.I. Joe: A Real American Hero de 3 3⁄4". Esta versión inicial presentaba una cabeza plateada metalizada al vacío. En 1988, se produjo una segunda versión, esta vez con una cabeza dorada metalizada al vacío. Esta figura fue lanzada como parte de la facción de los Iron Grenadiers, y la nueva máscara simbolizaba su cambio de lealtad. Una tercera figura de Destro siguió en 1992, una vez más con su máscara plateada, esta vez pintada en lugar de cromada. En 1993, un Star BrigadeLa versión de Destro se incluyó en la ola Armor-Tech (nuevamente con una cabeza metalizada al vacío). El mismo año, Hasbro revisó la escala de figuras de acción de GI Joe de 12 "que estuvo inactiva durante mucho tiempo, con los personajes de "A Real American Hero". Destro se incluyó en la serie de 1993, empaquetado con un casco extraíble que revelaba su rostro debajo.
Hasbro y Toys "R" Us crearon una línea del 15.º aniversario en 1997, donde se lanzó Destro como parte del paquete de 3 Comando Cobra. El paquete estaba destinado a presentar el molde original de Destro de 1983, pero ya se había perdido, lo que obligó a Hasbro a usar la figura más voluminosa de 1992 en su lugar, en una variedad de combinaciones de colores diferentes. La misma figura fue repintada una vez más (en un esquema de color más tradicional) en 2001, cuando Hasbro expandió la línea al mercado masivo.
En 2002, Hasbro relanzó la línea de juguetes G.I. Joe "A Real American Hero" para su vigésimo aniversario, y se incluyó una nueva figura de Destro en la ola inicial. Este Destro tiene un uniforme radicalmente diferente, y su rostro está moldeado con la boca abierta y los dientes al descubierto.

### Spy Troops
Para Spy Troops de 2003, se creó otro nuevo Destro, esta vez con él en un suéter casual y pantalones, con la máscara de acero cromado regresando. También se lanzó una versión de 12 "de Destro para la sublínea Spy Troops. En 2004 se lanzó otro Destro, en la sublínea "Valor vs Venom", que devolvió a Destro a su aspecto militar clásico, pero con un esquema de color diferente. El repintado del Destro de 1992 ha continuado en los 3 paquetes de cómics lanzados entre 2004 y 2006, con un nuevo molde de cabeza basado en su aparición cómica en Marvel #24.

### Sigma 6
Destro también se incluye en la línea de juguetes Sigma 6 de 8 ". La figura está vestida en azul Cobra, con un collar rojo que recuerda al juguete de 1983 y un molde de cabeza metalizado al vacío. Se lanzó una versión repintada de "Crime Boss" de esta figura poco antes de la desaparición de la línea en 2007.

### 25 Aniversario
Hasbro creó dos conjuntos de figuras en caja, con escultura moderna y mayor articulación (incluido el reemplazo de la construcción de junta tórica de marca registrada de G.I. Joe). Destro se incluyó en el conjunto Cobra inaugural, junto con el Comandante Cobra, Baronesa, Storm Shadow y un Soldado Cobra. Esta figura fue relanzada posteriormente de forma individual. Para la Comic Con de San Diego de 2007, Hasbro volvió a pintar a Destro con el esquema de color de la figura ultra rara de Destro "Pimp Daddy" de 1997. Se hicieron dos versiones de esta figura: una tenía la cabeza de máscara plateada tradicional, mientras que la otra tenía la máscara dorada con el tema de Iron Grenadier. Como parte de la línea Comic Pack, la figura se lanzó nuevamente, esta vez con un esquema de color plateado azulado/azul oscuro que se asemeja a la primera aparición de Destro en la serie Marvel, así como una cabeza de metal al vacío. Vino empaquetado con el soldado de G.I. Joe Breaker y una copia de G.I. Joe #14.
En 2008, se lanzó una nueva versión del Iron Grenadier Destro. Usando un molde nuevo, se lanzó como una figura de una sola tarjeta. Se lanzó una variante teñida de azul, que representa la coloración de la versión original del cómic de Marvel, en un juego de cómics con una figura de Iron Grenadier y un cómic original. También había una variante con esta figura, que era una cabeza negra para Destro.

### Serie clasificada de G.I. Joe
2020 vio el lanzamiento de G.I. Joe Classified Series, una nueva línea de figuras de acción de escala de 6 pulgadas altamente articuladas que incluye personajes prominentes como Destro. Esta línea presenta decoración, detalles, articulación y un diseño clásico de primera calidad actualizados para llevar a los personajes clásicos a la era moderna, además de accesorios inspirados en la rica historia de cada personaje.

## Serie de historietas

### Marvel Comics (1982-1994)
En la continuidad cómica, Destro se imagina a sí mismo como un hombre honorable, respondiendo a un código moral que solo él parece entender. Ha apoyado al Comandante tantas veces como se ha opuesto a él, y unirá fuerzas con el equipo G.I. Joe si es bueno para los negocios. Con lealtades tan vacilantes, ha llegado a respetar y hacerse amigo de muchos personajes, desde los miembros Joe, Flint y Lady Jaye, hasta la Baronesa, e incluso el hijo separado del Comandante, Billy. Sin embargo, su conexión más fuerte es con la Baronesa, y se revela desde el principio que ella ha compartido una relación romántica con él desde antes de que comience el cómic. 
Destro aparece por primera vez en la serie de Marvel Comics G.I. Joe: A Real American Hero #11, aunque no se ve su rostro. Es el "especialista" contratado por el Comandante Cobra, enviado para evitar que el equipo G.I. Joe arruine su operación en el oleoducto de Alaska. Aunque Destro logra mantenerse dos pasos por delante de los Joe, su confrontación con Doc hace que los Joe obtengan el antídoto para una plaga con la que habían sido infectados y le den la vuelta a Cobra. Su primera aparición completa revela su nombre y establece sus verdaderas intenciones: planea eliminar al Comandante de la ecuación y liderar a Cobra él mismo, con la Baronesa a su lado. El Comandante sospecha de esta traición y recluta al Mayor Bludd para matar a Destro.
Una operación nocturna en Washington D. C. le da a Bludd su oportunidad. Pero cuando la Baronesa (que conducía el tanque HISS de Bludd) se da cuenta de lo que está planeando, se desvía bruscamente, volcando el tanque y prendiéndole fuego. El tanque explota, aparentemente matándola, y deja a Destro como un naufragio destrozado de su antiguo yo. El Comandante usa este giro de los acontecimientos para señalar la ira de Destro hacia Bludd, y opera por un tiempo sin temor a la traición de Destro. Pero cuando el Comandante es capturado por G.I. Joe, Destro no pierde el tiempo para tomar el control. En este punto, la Baronesa regresa y revela la parte del Comandante en su muerte cercana.
Después de una batalla en los Everglades, Destro, Wild Weasel y Firefly quedan varados, con solo sus artimañas para pasar el equipo G.I. Joe y regresar a la ciudad natal de Cobra, Springfield. Esto lo lleva a un conflicto repetido con los Joes, incluida una pelea a puñetazos con Cutter. Sin embargo, cuando finalmente llegan a Springfield, Baronesa revela que ella y Bludd han reclutado a un niño para asesinar al Comandante durante un mitin Cobra. Durante la ceremonia, Destro ve al asesino entrenado y se da cuenta de que es el propio hijo del Comandante Cobra, Billy. Al salvar al hombre que juró matar, Destro revela un nuevo lado de sí mismo: el de un hombre honorable que no puede tolerar el parricidio, incluso contra un enemigo odiado.
Destro encabeza el tribunal que interroga a Billy y luego intenta evitar que Storm Shadow ayude al niño a escapar. Después de la creación de la isla Cobra, Destro y la baronesa se encuentran con el curioso Doctor Mindbender, quien les muestra un arma biológica (enredaderas de crecimiento rápido que arrojan gas noqueador). Aunque las enredaderas son derrotadas por Lady Jaye y un equipo de aprendices de G.I. Joe, traen al Doctor Mindbender a Cobra, donde sus verdaderos planes se ponen en práctica. Con el consentimiento del Comandante y la ayuda de Destro, el Doctor Mindbender recolecta los cuerpos de los diez mejores guerreros de la historia, que se utilizan para crear a Serpentor. Serpentor es reclutado rápidamente para luchar contra GI Joe, mientras que Destro coordina una evacuación completa de Springfield. Una vez que los ciudadanos del pequeño pueblo están a salvo, Destro vuelve a mostrar su lado honorable y rescata a Serpentor y a los defensores.
Asaltando el hoyo debajo de Ft. Wadsworth, Staten Island, el Comandante se indigna con Serpentor y su exitosa campaña para tomar Cobra como propia. El Comandante Cobra dirige un equipo de tropas a la base subterránea y Destro decide unirse a él. Los dos quedan atrapados debajo de toneladas de escombros, cuando los defensores detonan los niveles más bajos de El Pozo y derrumban toda la instalación. Mientras el Comandante se desquicia, Destro razona y descubre una máquina perforadora que les salva la vida. Viajando por todo el país disfrazados, se reencuentran con Billy, que está en coma después de que el agente Cobra Scrap-Iron hiciera estallar su coche (por órdenes de Firefly). Al ver al Comandante llorar por sus fechorías, Destro decide que su tiempo con Cobra ha terminado y se va. El regresa a Escocia para reclamar el legado de su familia, pero al llegar, es recibido por un doppelgänger y encarcelado. Con la intervención de Lady Jaye y Flint, Destro derroca al falso, que resulta ser el Mayor Bludd.
Algún tiempo después, Destro reaparece como líder de su propia organización, los Iron Grenadiers. Después de incitar a una guerra en Sierra Gordo, participa en la Guerra Civil de Isla Cobra. Invade la isla con sus granaderos y se enfrenta a las fuerzas de Serpentor, pero solo solicita que le entreguen a la Baronesa (a quien Serpentor había capturado). Con la Baronesa bajo su custodia, se retira de la isla. Mostrando su honor una vez más, Destro ayuda a chantajear a un par de políticos que intentan culpar a G.I. Joe por ayudar a Serpentor en la Guerra Civil.
Contento por mantenerse al margen de la guerra en curso entre G.I. Joe y Cobra, Destro sin embargo se convierte en un objetivo por el Comandante Cobra II y el Castillo Destro es asaltado por Cobra. Cambiando las tornas, Destro domina al falso Comandante y efectivamente se hace cargo de Cobra. Mientras revela un intrincado plan de controles y equilibrios para mantener al Alto Mando Cobra y sus Iron Grenadiers en pie de igualdad, la Baronesa descubre que Snake Eyes era el soldado que ella creía que disparó a su hermano en el sudeste asiático. Emprendiendo una venganza personal desacertada, ella atrapa a Snake Eyes y Storm Shadow en el Edificio del Consulado Cobra en la ciudad de Nueva York que queda arrasado en la batalla que siguió. Cuando el techo se derrumba y los tres están a punto de caer en picado hacia su muerte, Destro llega en un helicóptero. Él revela que no solo estaba en el sudeste asiático ese día con su padre, sino que Snake Eyes era inocente de matar a su hermano Eugene. El se lleva a su amante, se quita la máscara por ella y los dos se retiran por un tiempo, mientras la Baronesa reconstruye su vida.
Tan pronto como Destro abandona a Cobra, el comandante original regresa y encierra a la mayoría de sus viejos lacayos en un carguero y lo entierra bajo el volcán en la isla Cobra. Entre las víctimas se encuentran Zartan y Billy, aunque tienen la particularidad de ser dos de los tres (Firefly siendo el último) que logran salir. Debido a su carácter honorable, buscan refugio en Destro. Al mismo tiempo, el Comandante (todavía en busca de venganza contra sus antiguos socios) asalta y destruye el Castillo Destro. Debido a su espía en Cobra, Metal-Head, Destro logra escapar del Castillo, ayudado por el agente G.I. Joe Chuckles, y el Comandante ofrece una recompensa por la cabeza de Destro.
Ahora, un hombre marcado, Destro se une a Billy y Zartan para rescatar a la Baronesa, que es capturada por Cobra en la redada. Al asociarse con G.I. Joe Ninja Force, los antiguos Cobras irrumpen en la ciudadela de los Night Creepers y comienzan a borrar las cuentas bancarias de Cobra. Para salvar su fortuna, el comandante acepta cancelar la recompensa por Destro, devolverle la Baronesa y proporcionarle un nuevo castillo.
Ese resulta ser el Castillo Silencioso en Trans-Carpathia, donde Slice y Dice ha reunido a los Red Ninjas restantes. Con G.I. Joe custodiando el Castillo y Cobra llegando para activar las sugestiones subliminales que el Comandante implantó en la Baronesa mientras ella era su prisionera, estalla una guerra a cuatro bandas, en medio de la cual, Destro revela la dualidad secreta del Castillo. Manteniendo la promesa que le hizo a la Baronesa de que la amaría mientras el Castillo Destro siga en pie, transforma el castillo en un duplicado de su hogar escocés, y el amor de la Baronesa por él rompe el control del comandante. Al derrotar a Cobra y los ninjas, la pareja se queda sola una vez más. 
Después de un tiempo, el Comandante decide que quiere dejar a Isla Cobra y recuperar el Castillo de Destro. Huyendo de una invasión Cobra, Destro y Baronesa contactan a G.I. Joe para una extracción. Snake Eyes y Storm Shadow acuden en su rescate, pero no antes de que Destro establezca los controles de transformación para crear una arquitectura de pesadilla y se enfrente a Scarlett (haciéndose pasar por una traidora). En la azotea, Snake Eyes se ve obligado a atravesarla con su espada (perdiendo por poco su corazón) para mantener su cobertura y escapar. Destro intenta dar las gracias por el rescate, pero Snake Eyes lo rechaza en silencio, a quien le molesta que lo hayan puesto en esa posición.
Posteriormente, el General Hawk lleva a Destro y Baronesa a la Isla Cobra, donde se reencuentran con Zartan, quien les advierte a todos sobre el inevitable regreso del Dr. Mindbender. Con el Comandante luchando contra G.I. Joe en Millville, Destro, Baronesa y Zartan retoman el castillo de Trans-Carpathian. Pronto se les une Billy, y el pequeño grupo se reúne por un tiempo. Poco después de que el Dr. Mindbender reviva, revela que colocó un implante cerebral en la mente de Destro durante la extracción de una muela del juicio. Zartan también tiene uno, y la cara desenmascarada del Comandante Cobra es el detonante que los activa. Cobra se aventura una vez más al Castillo, y el Comandante se quita la capucha, poniendo a Destro y Zartan a su lado.
Con la mente táctica superior de Destro, Cobra comienza una campaña que los deja en control de Trans-Carpathia, Darklonia y Borigia-Krazny/Marango. Es cuando asaltan Wolkekukuckland que se enfrentan al equipo G.I. Joe y el progreso se detiene. Durante el estancamiento, Snake Eyes ataca el Silent Castle para rescatar a Storm Shadow, solo para descubrir que a él, junto con la Baronesa y Billy, les han lavado el cerebro para servir a Cobra también. En la carrera, los Joe escapan de Cobra y regresan a los Estados Unidos, solo para ser desactivados por el gobierno. La serie llega a su fin, dejando a Destro y los demás bajo la esclavitud del Comandante Cobra.

### Devil's Due (2001-2008)
En "La misión que nunca existió", se revela que el núcleo de los miembros de G.I. Joe fueron enviados a una misión final, lo que resultó en que el escáner de ondas cerebrales de Cobra fuera corrompido por un virus que se propagó por la totalidad de su computadora central. Lisiado y derrotado, Cobra luego cayó en un "ataque militar unificado" (este ataque nunca se detalla en una historia, pero se insinúa en varias entradas de "Archivos de batalla"). Un feliz efecto secundario de esta confluencia de eventos fue la incapacitación del escáner de ondas cerebrales. Sin la "automedicación" repetida a través del escáner, la baronesa se liberó de su lealtad artificial a Cobra. Queda ambiguo en cuanto a cómo Destro superó su implante cerebral (que era autónomo y, por lo tanto, no se vio afectado por el virus), pero se especula que, como sucedió en Silent Castle algún tiempo antes, el amor entre James y Ana puede superar cualquier obstáculo. Los dos regresaron a Trans-Carpathia y se retiraron de la intriga y el peligro de Cobra, pero continuaron reconstruyendo Industrias M.A.R.S., estableciendo un puesto de avanzada en Escocia. Durante este tiempo, Dr. Mindbender y Scrap-Iron disfrutaron de un empleo productivo con M.A.R.S. Pero en algún momento, James contrajo una enfermedad familiar grave y estuvo postrado en cama durante mucho tiempo.
Es en este punto que surge su hijo ilegítimo, Alexander. Vulnerable en su estado debilitado, James acogió a Alexander y le dio el control completo de la operación. Queriendo enorgullecer a su padre, usurpó la identidad Destro y reclutó a Lilian Osbourne (Mistress Armada) para liderar sus ejércitos, ya que no tenía ni cerca del genio táctico de su padre. Cuando James comienza a recuperarse de la enfermedad, Destro le inyecta una tecnología experimental de nanitos, que lo mantiene incapacitado. Destro luego hace arreglos para que el Comandante Cobra se entere de la existencia de los nanos. Pensando que se los está robando al gobierno de los EE. UU., el Comandante diseña un elaborado plan para tomar el control del país. Con un nuevo impulso, el Comandante Cobra comienza a contactar a todos sus antiguos aliados y regresa a los EE. UU.
Destro y la Baronesa asisten a la reunión en el recinto de Florida de Zartan, apareciendo ante todos como pareja en las salidas. Después de escucharlo, Destro y Lilian organizan un golpe y toman prisionero al Comandante. Usando los nanites en el Comandante y todos los exagentes Cobra (excepto Zartan), Destro puede asegurar su control sobre la organización y lograr la reunificación que el Comandante esperaba. Manipulando a todos los miembros de Cobra, Destro desata los nanites en los Estados Unidos, casi tomando el control. Es solo por la intervención del G.I. Joe (que fueron reintegrados cuando el Comandante regresó a suelo estadounidense) y el Comandante Cobra (que fue liberado de la prisión por Storm Shadow y curado de los nanites) que Destro falla en su intento de dominación. Cuando los nanites son derrotados, el verdadero Destro se libera de su estado de parálisis justo a tiempo para saludar a Alex y Lilian, quienes son encarcelados después de que la Baronesa los rescata de la batalla perdida.
De nuevo en control, Destro se ve obligado a resarcir a Cobra por las transgresiones de su hijo. Al ofrecerle al Comandante una explicación sobre el doppelganger y el casco de alta tecnología de la familia Destro que ayudó a Alex en su engaño, Destro acepta trabajar con Cobra hasta el momento en que sienta que la deuda está pagada. Poco después de esto, la Baronesa es secuestrada por Yakuza y Destro se une a G.I. Joe (Flint también ha desaparecido) para rescatarla. En la pelea, Alex demuestra su nueva lealtad a su padre y sigue las órdenes al pie de la letra.
El Comandante es capturado por Serpentor, ahora a cargo de Coil. Cuando él y un grupo de Joes intentan escapar, se pone en contacto con Destro y le dice "ayúdame y todas las deudas están claras". Reuniendo a todo Cobra con él, Destro asalta la Isla Cobra y ayuda a derrotar a Coil. Después de la batalla, el Comandante ha desaparecido y Destro queda, aparentemente en contra de sus deseos, a cargo de Cobra. Entonces, cuando el Comandante finalmente aparece con Storm Shadow a cuestas, Destro aprovecha la oportunidad para dejar Cobra, para siempre. Sin embargo, en un giro impactante, la Baronesa no se une a él.
Al frente de sus propias operaciones en un intento por finalmente poner a M.A.R.S. de nuevo en tierra firme, Destro llega a un acuerdo con Guillermo Gomes en Sierra Muerto, para traicionar al presidente de Sierra Gordo. Enviando granaderos de hierro disfrazados de mercenarios de Sierra Muerto, Destro luego se acerca al presidente Delacruz para obtener permiso para construir fábricas de armas dentro de las fronteras de Sierra Gordo a cambio de derrotar a los invasores. Con la intención de que el presidente fuera asesinado y Gomes tomara el control de ambos países, Destro se posicionaría como el traficante de armas más grande de la región. Este elaborado plan fue descarrilado por Duke, quien había ayudado a fomentar la paz entre los países en guerra antes de que Destro comenzara sus maquinaciones y arrestara al traficante de armas.
Enjuiciado por la ONU, Destro le da la vuelta a todos y ofrece no solo la revelación completa de una serie de tratos sucios relacionados con países clave de la ONU, sino también la captura garantizada del Comandante Cobra para asegurar su liberación. Tomando su oferta, los Joes están encargados de transportar a Destro en tren para atraer a Cobra a una trampa. Cuando tanto el Comandante Cobra como Baronesa llegan para liberar a Destro, el comandante y Hawk se lanzan. Al derrotar a su enemigo, el Comandante le dispara a Hawk por la espalda, solo para que la Baronesa le dispare a él mismo.
La artimaña tiene éxito y el comandante está bajo la custodia de los EE. UU., lo que deja a Destro y a una Baronesa embarazada al mando de Cobra. Durante este cambio de poder, Alex y Lilian están encargados de reclutar a Charles Halifax, también conocido como Wraith, para liberar al Mayor Bludd y Scrap-Iron de la prisión de Blackwater. Cobra comienza a solidificarse bajo el liderazgo de Destro, ya que la búsqueda de un misterioso dispositivo Tempest impulsa su nueva campaña. Pero incluso este intento muy dedicado de Destro de apoderarse de Cobra es de corta duración, cuando se revela que Zartan, no el Comandante, fue capturado por G.I. Joe. Liberando a Zartan, el Comandante emerge de su escondite y derroca a Destro por última vez.
Durante el golpe, la Baronesa y Wraith (encargados de su seguridad personal) aparentemente mueren cuando el Comandante detona el Night Raven en el que están a bordo. Como sucedió muchos años antes cuando explotó el tanque HISS de la Baronesa, Destro queda incapacitado por su dolor y se pudre en una prisión de Cobra mientras el Comandante se hace cargo de un Cobra mucho más eficiente.

### America's Elite
Escapando de Cobra cuando Red Shadows intentó tomar el control mundial, Destro resurge (literalmente) un año después como un hombre muy diferente. Ahora operando desde un submarino, Destro se ha vuelto amargado y distante tanto de su hijo Alex como de Wraith, quienes de alguna manera evitaron abordar el Night Raven antes de su explosión. Ayuda a Vance Wingfield a atacar a los Estados Unidos con satélites blindados mientras negocia un trato con China. Cuando Scarlett es superada por B.A.T. mientras intenta contactar al exagente Cobra Cesspool, se revela que Destro está moviendo los hilos. Torturando a Scarlett para obtener información, Destro es socavado por Alex, quien intenta librarlos del peligroso prisionero G.I. Joe. Cuando los Joe finalmente lo alcanzan, Destro hace que el submarino se autodestruya y escapa con Alex. Snake Eyes queda atrapado en un corredor inundado, aunque luego es revivido con "magia ninja".
Después de su rehabilitación, Destro le da a Alexander una nueva máscara, nombrándolo formalmente heredero del legado de Destro. Sin embargo, cuando la Baronesa escapa de G.I. Joe bajo la custodia, Destro es atraído a una trampa por el Comandante Cobra. A cambio de su pequeño hijo, Eugen, Destro no solo entrega el Imperio M.A.R.S., pero Alexander también, al Comandante Cobra. Las acciones de Destro le dan a Cobra Commander el poder de incitar a la Tercera Guerra Mundial, usando a Alexander para asediar Londres con tecnología de camuflaje que M.A.R.S. desarrollado a partir de Wraith's Armor. Para combatir la tecnología M.A.R.S., Storm Shadow es enviado por el Equipo G.I. Joe para encontrar a Destro y la Baronesa. Storm Shadow llega a un acuerdo con Destro para ayudar a los Joes, con la condición de que cuando Cobra sea derrotado, Destro se entregará a las autoridades. Destro y Sparks logran desarmar los satélites controlados por Cobra. Destro luego vuela a Europa con la Baronesa para detener a Alexander y su Iron Grenadier, apoyado por el ejército secreto de la Baronesa: Athena. Al reconocer a Destro, el Iron Grenadier cesa el combate. Destro manifiesta su desaprobación a Alexander, quien se quita la máscara familiar y se aleja de su padre furioso. Armada dispara fatalmente a Alexander, pensando que eso es lo que Destro quería. Destro se aleja con su hijo fallecido, mientras que la Baronesa dispara y mata a Armada. Más tarde se revela que Destro cumplió su palabra y se entregó a las autoridades, mientras que la Baronesa evadió la captura. En una de las escenas finales de la serie, se ve a la Baronesa viendo su juicio en la televisión con su hijo Eugen.

### Continuidades Action Force

#### IPC
A mediados de la década de 1980, el cómic semanal Battle Action Force de IPC (junto con Palitoy) comenzó a conformar sus historias para parecerse más a la línea de juguetes Hasbro. Destro se presentó como la segunda encarnación del personaje de Red Shadows, Red Jackal, conductor del vehículo de orugas Hyena.
Después de que los Red Shadows fueran traicionadas por el Barón Ironblood, Red Jackal buscó venganza contra su antiguo líder, que se había convertido en el Comandante Cobra. El Comandante roció ácido en la cara de Jackal, pero optó por perdonarle la vida y lo rebautizó como Destro. (Para obtener más detalles, consulte la transición de Red Jackal a Destro.)
Como en otras continuidades, las lealtades de esta versión de Destro eran sospechosas.  En School for Snakes, se enfrentó a su antiguo colega El Mayor Negro, que también había sobrevivido a la traición de Ironblood y juró venganza. Conspiraron para matar al Comandante Cobra, después de lo cual Destro se haría cargo de la organización, proporcionando al Mayor los medios para desaparecer en la oscuridad. Pero cuando un grupo de leales a Cobra liderados por la baronesa se defendió, Destro decidió que no podía arriesgarse a ser expuesto, volviéndose en contra y aparentemente matando al Mayor Negro, que sobrevivió.

#### Marvel UK
Después de que IPC entregó la licencia de Action Force a Marvel UK, el personaje de Destro se alinea con la representación estadounidense. Destro aparece en gran medida en el contenido original de la revista, como el más prolífico de los miembros de Cobra y el antagonista personal de Flint y Lady Jaye. Debido a la naturaleza en serie de Marvel UK, Destro no es tan complejo como su contraparte estadounidense, ya que se presenta como un villano real, que lucha voluntariamente contra Action Force y arma a Cobra. Es muy manipulador, no solo usa Action Force en sus planes, sino que también intenta manipular al Comandante Cobra; él cree que Cobra puede ganar a largo plazo, pero que el Comandante es demasiado excesivo y, si no se controla sutilmente, irá demasiado lejos y hará que las grandes potencias del mundo eliminen a Cobra.

### Continuidades alternas

#### G.I. Joe vs. Transformers (Devil's Due)
Destro ocupa un lugar destacado en esta serie de cuatro miniseries cruzadas que plantean la pregunta: ¿Qué pasaría si Cobra descubriera el Arca y reconstruyera los Autobots y Decepticons como armas de guerra? Destro ayudó a proporcionar a Cobra la tecnología para reconstruir y controlar a los Cybertronianos, e incluso pilotar a Soundwave en una misión.

#### Transformers vs. G.I. Joe (Dreamwave)
Ambientado durante la Segunda Guerra Mundial, Destro es parte de un Cobra al estilo nazi que ha subyugado a los Decepticons y se ha apoderado de Europa.

#### Reloaded
Una renovación moderna de la franquicia "Real American Hero", Destro es reclutado por el Comandante Cobra en el libro inicial Cobra Reborn. Más tarde fue parte del complot Cobra para robar la Constitución donde lucha contra el agente G.I. Joe Roadblock.

#### Sigma 6
Devil's Due creó una miniserie basada en Sigma 6. Sigue el estilo y el contenido de la serie animada, destacando a un miembro diferente de Sigma 6 y Cobra en cada número. Destro aparece en el primer número, luchando contra Duke en Guam.

## Animación

### Sunbow
En la serie animada G.I. Joe de la década de 1980, Destro fue expresado por Arthur Burghardt. En la serie producida por Sunbow, Destro es retratado de manera muy diferente, ya que él y el Comandante Cobra tienen una relación más despectiva. Destro no tiene miedo de decir lo que piensa e incluso lo ataca físicamente en algunos casos. El Comandante Cobra generalmente lo deja salirse con la suya porque es el único que sabría cómo operar los dispositivos del fin del mundo que fabrica. Destro es el creador de súper armas tecnológicas como el Weather Dominator. También ha creado algunos implementos orgánicos de destrucción como Creeper Vine, como se ve en la miniserie The Revenge of Cobra. Además, mientras que el Comandante Cobra generalmente se presentaba como un chapucero, Destro era un villano más serio y más competente.
El origen de la máscara de Destro se da en el episodio de la primera temporada "Skeletons in the Closet". En este episodio, se revela que un antepasado de Destro fue condenado por brujería y obligado a usar una horrible máscara de metal que marcaba la naturaleza de su crimen. Como señal de desafío, todos los descendientes de este hombre eligieron usar máscaras, incluido Destro, y reunirse en una mansión familiar en Escocia cada solsticio de invierno para honrar su voto. Este episodio también revela que Destro comparte un ancestro común con Lady Jaye, miembro de G.I. Joe, quien se topa con su reunión, lo que lleva a una batalla entre G.I. Joe y Cobra que destruye su hogar ancestral. Esto fue orquestado por la Baronesa como venganza por la infidelidad anterior de Destro.
En la segunda temporada, habiéndose cansado de los fracasos del Comandante Cobra, Destro se une al Doctor Mindbender y Tomax y Xamot en un intento de crear un nuevo líder. Eventualmente tienen éxito cuando crean a Serpentor. Parece que Destro se da cuenta de que Serpentor se está volviendo demasiado poderoso y que, bajo el liderazgo del Comandante Cobra, tenía más poder dentro de Cobra, y en el episodio final de la segunda temporada está ayudando al Comandante Cobra y Coil, una organización construida por el Comandante para eliminar a Serpentor, Doctor Mindbender y G.I. Joe de un solo golpe.

#### G.I. Joe: The Movie
Destro tiene un papel secundario en G.I. Joe: The Movie, ofreciendo su lealtad a Serpentor, Golobulus y Cobra-La, volviéndose rápidamente contra el Comandante Cobra una vez más. En la batalla final entre Joes y Cobra-La, se ve a Destro peleando, pero no se revela cómo escapó de la explosión que destruyó el resto de Cobra-La.

### DiC
En la miniserie "Operation: Dragonfire" de DiC G.I. Joe, Destro (con la voz de Maurice LaMarche) ha sobrevivido a los eventos de la película y ahora es la mano derecha de Serpentor. Ahora luce una máscara dorada y un uniforme de 'Iron Grenadier' con capa. Aparentemente habiéndose cansado de la Baronesa, Destro ahora está en una relación con Zarana. Humillada por el rechazo de Destro, la Baronesa usa la energía Dragonfire para devolver al Comandante Cobra a su forma semihumana. Una vez que ha regresado, el Comandante Cobra contacta a Destro, quien le informa que se unirá a él nuevamente si es capaz de derrocar a Serpentor. También se ve obligado a "dejar" a Zarana por la Baronesa, lo que hace, literalmente, a través de una trampilla. Con Serpentor derrotado, Destro renueva su alianza con el Comandante Cobra y repara su relación con la Baronesa.
A lo largo de la serie, Destro no muestra tanta falta de respeto por el Comandante como lo hizo en la serie Sunbow, pareciendo más leal que antes. Pero aún mantiene su papel como el más sensato e inteligente de los líderes de Cobra, y a menudo tiene que convencer al Comandante Cobra de que tenga sentido común y detener sus diatribas histéricas. Todavía muestra su desdén por el Comandante, pero principalmente se guarda sus comentarios para sí mismo. En la segunda temporada de la serie DIC, Destro recupera su máscara plateada y se pone una variación de su atuendo clásico.

### Spy TroopsyValor vs. Venom
Destro apareció en las películas animadas CGI directas a video G.I. Joe: Spy Troops y G.I. Joe: Valor vs. Venom, con la voz de Scott McNeil.

### Sigma 6
En G.I. Joe: Sigma 6, Marc Thompson da voz a Destro. En la continuidad de Sigma 6, es leal al Comandante Cobra y todavía se desempeña como diseñador de armas de Cobra. Destro es puesto bajo custodia al final de la serie. Esta versión de Destro puede ser un cyborg o al menos poseer algunas mejoras biónicas, habiendo declarado que poseía "circuitos en su cuerpo".

### Resolute
En la miniserie, Destro y la Baronesa son parte de una trama secundaria en la que han tomado como rehenes a un equipo de científicos. Roadblock, Beach Head, Gung-Ho y Stalker tienen que rescatarlos antes de que Destro comience a matarlos. A diferencia de otras versiones animadas de Destro, esta tiene un marcado acento escocés. Fue expresado por Eric Bauza.

### Renegades
Destro aparece en G.I. Joe: Renegades con la voz de Clancy Brown con un acento escocés/irlandés amalgamado. Conocido como James McCullen XXIV, fue el director general de la legítima Industrias M.A.R.S. hasta que se alió con Industrias Cobra. Se muestra que está en términos amistosos con la Baronesa, aunque el alcance de su relación sigue sin estar claro. En el episodio "Rage", McCullen colaboró con Scrap-Iron en la captura de veteranos de guerra de la calle para encontrar las ondas cerebrales adecuadas que ayudarían en la producción en masa de algunas exo-armaduras para Industrias Cobra. Tunnel Rat terminó siendo una de las víctimas. Más tarde, Roadblock fue una víctima y McCullen encontró una coincidencia en sus ondas cerebrales. Cuando G.I. Joe llegó y desactivó los controles de la exo-armadura, Roadblock se lanzó hacia McCullen y Scrap-Iron mientras subían a su helicóptero. McCullen declara que la prueba se completó ahora que tienen los datos y dispara un misil a G.I. Joe. Aunque Roadblock logró desviar el misil hacia el helicóptero hiriendo parte de la cabeza de Scrap-Iron. McCullen le dice a Scrap-Iron que sus heridas serán vengadas mientras hace que el exo-traje se autodestruya. Los G.I. Joes lograron escapar antes de que explote mientras McCullen y Scrap-Iron escapan.
En el episodio "El enemigo de mi enemigo", el Comandante Cobra (en su alias de Adam DeCobray) hace que McCullen colabore con Doctor Mindbender para que Bio-Viper se combine con Exo-Armor. McCullen no estaba contento con trabajar con Doctor Mindbender e incluso se disfrazó para filtrar información de esto a G.I. Joe. McCullen incluso muestra a Adam DeCobray y Baroness el talón de Aquiles de los Bio-Vipers cuando desata las exo-armaduras Iron Grenadier. Cuando McCullen menciona acerca de las exo-armaduras indicando que les dará 10,000 exo-armaduras como pedido anticipado, afirma que requerirá el pago por ellas. Sin embargo, Mindbender revela la información filtrada de McCullen a los Joes mientras revela sus propios Mecha-Vipers. Después de eso, el Comandante Cobra se revela mientras coloca a Serpentor en McCullen. Después de eso, tener a Industrias M.A.R.S. absorbidas en Industrias Cobra, el Comandante Cobra coloca una máscara en McCullen para obligarlo a servirlo mientras lo bautiza Destro (que es el nombre de su familia para aquellos que avergüenzan o avergüenzan a la familia). Aquí su máscara es diferente a la versión anterior, más robótica en comparación con la apariencia de un hombre calvo con piel de metal que se muestra en otras encarnaciones.
En "Castle Destro", los Joes terminan en el castillo de Destro, donde Destro y Doctor Mindbender desarrollan el arma Bio-Dag. Destro le pide al Comandante Cobra que la Baronesa llegue a Escocia para supervisar el proyecto. Destro también le dice a Baroness que los Joe terminaron en su castillo. Cuando llegó la Baronesa, Destro tiene una comida real con Baronesa antes de ver el Bio-Dag. Destro luego le muestra imágenes a la baronesa de los Joes en su castillo. Luego, Destro habla por los altavoces mientras activa a los Battle Android Troopers y propone una sociedad a la baronesa. Cuando los Joe se acercan demasiado al Bio-Dag, Destro desata las armaduras Iron Grenadier y más B.A.T. sobre ellos. Cuando Duke termina secuestrando el helicóptero de la Baronesa, Destro hace que sus tropas disparen contra el helicóptero de la Baronesa mientras le dice que le comprará un helicóptero nuevo. Luego, Destro hace que sus tropas detengan el fuego y encarcelen a los otros Joes en la mazmorra. el Comandante Cobra luego los contacta y les dice que el Bio-Dag debe lanzarse a una ciudad minera en Groenlandia para encargarse de la competencia de Cobra Industries. Destro y Baronesa interrogan a los Joe y Scarlett le dice que Techno-Viper se dirigía a Escocia. Destro sospecha que el Doctor Mindbender probablemente programó el Techno-Viper para deshacerse de Destro mientras ambos se van para ver el lanzamiento del Bio-Dag. Los Joes terminan atacando el sitio de lanzamiento causando un mal funcionamiento que haría que el Bio-Dag incendiara el castillo. Duke luego ataca a Destro cuando logra liberar al Bio-Dag. Duke logra destruir el Bio-Dag. Destro logra llevarse a una baronesa debilitada cuando el castillo termina explotando. Destro le dice a Baronesa que asumirá toda la responsabilidad por lo que los Joe le hicieron al Bio-Dag.
En "Cutting Edge", Destro contrata en secreto a un Jinx de alta tecnología para eliminar al Comandante Cobra como parte de su venganza. El Comandante Cobra le ordena a Destro que envíe todos los B.A.T. a Cobra Towers para eliminar a Jinx.
En "Revelaciones" Pt. 2, Destro ataca a los Joes en un prototipo de tanque HISS cuando se infiltran en la fortaleza del Comandante Cobra. Los Joes lograron derrotarlo a él y al tanque HISS arrojándole misiles y provocando que se estrellara. Se desconoce si Destro sobrevivió o no.

## Película de acción real

### G.I. Joe: The Rise of Cobra
Destro aparece como el principal antagonista de la película de acción en vivo G.I. Joe: The Rise of Cobra (2009), interpretado por Christopher Eccleston. En la película, los antecedentes familiares de James McCullen se reconfiguran ya que su antepasado James McCullen IX solo fue castigado por la monarquía francesa en el siglo XVII después de ser atrapado vendiendo armas tanto a ellos como a Inglaterra, condenado a que le soldaran una máscara de hierro al rojo vivo, enfrentar y servir de ejemplo a otros que intentaron derrocar la corona. También revela que James McCullen I también se llamaba Destro, y explica que es la abreviatura del "Destructor de naciones", por el que su familia es conocida debido a su turbio tráfico de armas.
Abasteciendo a los gobiernos del mundo a través de M.A.R.S. (aquí conocido como Sindicato de Investigación de Armamentos Militares), James McCullen es en secreto un cerebro terrorista, que utiliza los fondos de la OTAN para su investigación sobre nanomites antes de hacer arreglos para que sea robado por agentes de M.A.R.S., utilizando una de las ojivas para atacar a París como retribución por el castigo de su antepasado. McCullen también planea gobernar el mundo. Es el principal antagonista durante la mayor parte de la película, pero al final de la película, McCullen sufre graves quemaduras cuando Rex Lewis toma el control de la organización, con el conocido logotipo de Cobra en el lateral de su submarino personal. "Comandante Cobra" luego usa más Nanomites robados para reconstruir la cara de McCullen, transformando su piel en metal vivo. Sufriendo el mismo destino que su antepasado y obligado, por la capacidad de control mental de los nanomites, a ser obediente al Comandante Cobra, McCullen es apodado "Destro" antes de ser arrestado y colocado en una prisión de alta seguridad.

### G.I. Joe: Retaliation
Destro aparece en la secuela de 2013, después de haber sido transferido con el Comandante Cobra del USS Flagg a una prisión alemana de alta seguridad y puesto en estasis. Cuando Storm Shadow y Firefly sacan al Comandante Cobra de la prisión, el Comandante Cobra decide dejar a Destro encarcelado, bromeando "quedas fuera del grupo". Se da a entender que murió, ya que la prisión se destruye poco después.

## Videojuegos
Destro es uno de los villanos destacados en el juego de computadora G.I. Joe: A Real American Hero.
Destro apareció como jefe en el videojuego G.I. Joe de 1991 y en G.I. Joe: The Atlantis Factor de 1992 para Nintendo Entertainment System. En el primer juego de NES, viste su uniforme de Iron Grenadier y pilotea el vehículo aéreo The Despoiler. También es el penúltimo jefe en el juego de arcade G.I. Joe de Konami.
En el videojuego G.I. Joe: The Rise of Cobra, es el tercer jefe, con quien se lucha hacia el final del acto "Jungle Fuel".